# Julius Donath (Mediziner, 1870)
Julius Donath (11. November 1870 in Wien; 1. September 1950 in ebenda) war ein österreichischer Arzt, Internist und Hochschullehrer.

## Leben und Wirken
Donath war der Sohn des Geschäftsmanns Leopold Ludwig Jacob Donath (1836–1883) aus Prostějov und seiner Ehefrau Ida Donath, geborene Roth (1848–1921). Er hatte eine jüngere Schwester, Sophie Hahn, geborene Donath (1878–1942).
Nach der Matura am Franz-Joseph-Gymnasium im Jahre 1889 begann er an der medizinischen Fakultät der Universität Wien mit dem Studium der Humanmedizin. Er beendete das Studium mit seiner Promotion zum doctor medicinae im Jahre 1895.
Seine weitere ärztliche Ausbildung erhielt Donath u. a. an der I. medizinischen Universitätsklinik bei Hermann Nothnagel. Hier praktizierte er zunächst als Assistenzarzt an der internen Abteilung der Allgemeinen Poliklinik Wien unter dem Direktorat von Julius Mannaberg (1860–1941). Von 1898 bis 1907 wieder als Assistent unter Nothnagel. Es folgte im Jahre 1905 seine Habilitation an der medizinischen Fakultät der Universität Wien für Innere Medizin mit einer Arbeit über paroxysmale Kältehämoglobinurie, einer Erkrankung aus dem Formenkreis der autoimmunhämolytischen Anämien (AIHA), die in spezifischer Weise im Kindesalter auftritt.
Im Jahre 1910 bestellte man Donath zum Primararzt der II. medizinischen Klinik an das neu errichtete Krankenhaus der Wiener Kaufmannschaft in Wien-Döbling, wo er dann bis zum Jahre 1936 wirkte. Im Jahre 1927 trat er die außerordentliche Professur an. Ferner nahm er ebenfalls ab 1910, bis zum Februar 1938 die Tätigkeit als Konsiliararzt der Krankenkasse für kaufmännische Angestellte an.
Nach dem Anschluss Österreichs wurde Donath aufgrund seiner jüdischen Herkunft am 22. April 1938 seine Venia legendi entzogen und als sogenannter „Krankenbehandler“ zur ausschließlichen Behandlung jüdischer Patienten zugelassen. Im Oktober 1938 übernahm er die Leitung der internen Abteilung am Spital der Israelitischen Kultusgemeinde (Rothschild-Spital). Er überlebte die Zeit der nationalsozialistischen Diktatur in Wien, geschützt durch seine Ehe mit einer nichtjüdischen Frau, Anna Donath geborene Kindler (1883–1962).
Wie andere Hämatologen, darunter Samuel George Shattok (1852–1924), Alberto Ascoli, Jean Camus (1872–1924) und Hermann Eisenberg (* 1876), vermutete Donath einen Zusammenhang der Blutgruppenverschiedenheit mit einigen krankhaften Zuständen. Mit Karl Landsteiner zusammen beschrieb Donath einen Antikörper aus der Klasse der IgG-Antikörper (inkompletter Antikörper) die sich hier als Autoantikörper, gegen das P-Blutgruppenantigen auf der Erythrozytenmembran richten und die bei Kälteexposition vorübergehend zu einer ‚paroxysmalen Kältehämoglobinurie‘ führen. Das Auftreten von Donath-Landsteiner-Antikörpern ist bei Erwachsenen assoziiert mit chronischer Lues-Infektion und bei Kindern mit akuten viralen Infektionen etwa bei Masern und Windpocken. Sie lassen sich serologisch mit dem Donath-Landsteiner-Test, einem laborklinischen Test, nachweisen (Nachweis von Donath-Landsteiner-Antikörpern, die bei einer autoimmunhämolytischen Anämie vom Donath-Landsteiner-Typ vorkommen).
Kälteagglutinine sind meistens IgM-Autoantikörper (kompletter Antikörper), Ausnahme siehe oben, gegen Erythrozytenmembran-Oberflächenantigene, die bei niedrigen Temperaturen (10–15 °C) zu einer (reversibel mit ansteigenden Temperaturen) Agglutination der Erythrozyten führen. Sie können als IgM-Antikorper, das Komplementsystem aktivieren und in der Folge, dann eine Hämolyse auslösen.

## Veröffentlichungen (Auswahl)
- Beiträge zur Lehre von der paroxysmalen Kältehaemoglobinurie. In: Zeitschrift für klinische Medizin. Band 52, 1904
- mit Karl Landsteiner: Weitere Beobachtungen über paroxysmale Hämoglobinurie. In: Centralblatt für Bakteriologie, Parasitenkunde und Infektionskrankheiten. Band 45, 1907.
- mit Karl Landsteiner: Über Kältehämoglobinurie. In: Ergebnisse der Hygiene, Bakteriologie, Immunitätsforschung und experimentellen Therapie. Fortsetzung des Jahresberichts über die Ergebnisse der Immunitätsforschung. Band 7, 1925.
- Über Erkrankungen der Nierenhüllen (Perinephritis und Paranephritis). In: Wiener Medizinische Wochenschrift. Band 75, 1925.
- Über Albuminurie und ihre Bedeutung für Prognose und Therapie. In: Wiener klinische Wochenschrift. Band 38, 1925.
- Untersuchungen über den chondrodystrophischen Zwergwuchs. In: Wiener Archiv für innere Medizin. Band 10, 1925.